# Dans la combi de Thomas Pesquet
Dans la combi de Thomas Pesquet est un album de bande dessinée illustré et scénarisé par Marion Montaigne. Prenant appui sur l'aventure vécue par Thomas Pesquet à bord de la Station spatiale internationale et pendant son éprouvant entraînement, cet album raconte avec humour le long processus de sélection et d'entrainement des spationautes, puis leur mission et leur retour sur Terre.

## Genèse du projet
Marion Montagne souhaitait s'attaquer au sujet de l'exploration spatiale, thème qu'elle avait d'ailleurs déjà un peu abordé par le passé. Elle a appris par un attaché de presse du Centre national d'études spatiales que Thomas Pesquet, à l'époque inconnu du public mais déjà à l'entraînement pour sa mission, avait déposé un commentaire sur le blog Tu mourras moins bête... dont il est lecteur. Elle n'avait pas fait attention à ce commentaire à l'époque, d'autant que son contenu pouvait sembler un peu irréel : « C'est très très bon et je me suis bien marré, même si (presque) tout est vrai et je suis astronaute, donc je sais de quoi je parle. » Une rencontre a été organisée dans l'atelier de Marion Montaigne. Thomas Pesquet a ensuite envoyé un tweet montrant la dédicace qu'elle avait dessinée pour lui, en ajoutant : « A rencontré @Prof_Moustache qui le fait mourir de rire (utile ajd). Espère qu'elle voudra bien dessiner son aventure. »
Thomas Pesquet a accepté que l'auteure l'interroge, voire le suive dans plusieurs de ses déplacements : Cologne, Houston, Moscou, et même Baïkonour pour assister au décollage de la mission Soyouz MS-01, lancée le 7 juillet 2016 et dont l'équipe de remplacement était constituée de Thomas Pesquet, Oleg Novitskiy et Peggy Whitson. Pour effectuer ces déplacements, Marion Montaigne s'est greffée à l'équipe de La 25e heure/Prospect TV, qui préparait les documentaires Thomas Pesquet, l'étoffe d'un héros et Thomas Pesquet - l'envoyé spatial (Jürgen Hansen et Pierre-Emmanuel Le Goff). 
Le spationaute a laissé carte blanche à l'auteure, considérant comme elle que la démystification de la figure du cosmonaute n'enlevait aucun mérite à ceux qui s'illustrent dans ce genre d'aventures. Les échanges — plusieurs emails et un coup de téléphone — ont continué pendant la mission à bord de la Station spatiale internationale.
Bien qu'il ne soit pas lié financièrement à ce projet,, Thomas Pesquet a accompagné Marion Montaigne pour la conférence de presse de lancement de l'album et lors de plusieurs enregistrements d'émissions de télévision ou de radio. La sortie de l'album coïncidait à quelques jours près avec le premier anniversaire du départ de la mission Soyouz MS-03, qui a eu lieu le 17 novembre 2016.

## Synopsis
Le récit met en scène Thomas Pesquet mais aussi, plus largement, le processus de sélection de l'Agence spatiale européenne et l'entraînement des spationautes face aux diverses situations possibles durant leur mission : « La préparation physique, technique, et psychologique de cette exceptionnelle épopée dans l’espace… Et on se rend compte que ce métier qui fait tant rêver, ressemble souvent à celui de plombier ou de garagiste. »

## Personnages
Outre Thomas Pesquet, sujet et narrateur de l'album, on croise dans l'album, comme dans tous les ouvrages de Marion Montaigne, des personnalités diverses issus de la politique ou de la culture populaire, notamment Michael Jordan et Emmanuel Macron. Parmi les astronautes, l'album donne une grande part à Luca Parmitano, camarade de promotion (mais pas de mission) de Thomas Pesquet et Peggy Whitson, qui participait à la même mission que lui et qui détient de nombreux records en termes de durée cumulée de missions spatiales et de sorties extra véhiculaires. On croise aussi régulièrement Buzz Aldrin et des évocations de Youri Gagarine et du culte dont celui-ci fait l'objet dans son pays d'origine. Enfin, le spationaute Patrick Baudry apparaît lui aussi.

## Analyse

### Style graphique
D'après Anne Douhaire sur France Inter, le style graphique est « simple et expressif ».
Marion Montaigne explique ne pas avoir tenté de faire un portrait particulièrement ressemblant de Thomas Pesquet : « J'ai eu du mal à le dessiner, car il n'a rien de saillant physiquement. J'aurais pourtant bien aimé qu'il ait un gros pif, ou quelque chose du genre ! J'ai fini par en faire une sorte de Tintin, avec des cheveux trop clairs par rapport à la réalité — je me suis basée sur une photo d'il y a quelques années, où il était plus blond. Sur le papier, son visage est aussi large que son cou, c'est à la fois lui et pas lui. J'en ai tiré un personnage pratique pour véhiculer des expressions, utile à la narration. »
Contrairement à son habitude, l'auteure a soigné ses schémas techniques, réalisant notamment plusieurs double pages très détaillées pour présenter le Johnson Space Center, la Cité des étoiles ou encore la Station spatiale internationale.

### Engagement pour la recherche scientifique
Si Thomas Pesquet est bien le personnage principal de l'album, cet ouvrage a une portée plus générale : il expose les enjeux techniques, physiologiques, psychologiques et scientifiques d'un domaine devenu familier pour le public mais qui n'en relève pas moins de l'exploit. 

« Le grand public trouve désormais naturel d'envoyer des gens dans l'espace, or cela reste un incroyable défi — les astronautes doivent pouvoir respirer ou aller aux toilettes... La part de risque reste considérable, aussi ont-ils une conscience permanente du danger. Bien qu'ils se maîtrisent au niveau cérébral, ces cobayes sont rattrapés par leur corps, qui peut les trahir à tout instant. Tant la vie en apesanteur que le retour sur Terre les chamboulent. De grosses équipes sont à l'œuvre pour qu'ils réussissent leur mission. Leurs recherches contribuent à une meilleure connaissance de l'homme et de l'Univers. Face aux images de guerre qui nous inondent, ils incarnent des pays s'unissant pour notre bien commun. Les astronautes nous fascinent car ils nous relient tout simplement à notre humanité. »

L'album traite abondamment de la question de la sélection des astronautes, même si Marion Montaigne n'a pas directement suivi cette partie de l'histoire de Thomas Pesquet :

« J’ai eu beaucoup de retard au début, parce que j'ai voulu raconter les sept années précédentes. J’ai décidé d’expliquer toute sa formation, j’ai interrogé des gens qui ont passé le concours mais qui ne l’ont pas eu. Je me suis retrouvée à accumuler beaucoup d'informations, c'était très dense. Je commençais mon brouillon, et j'apprenais de nouvelles choses donc je devais recommencer... »

Les avant-dernières pages de l'album (201-203) sont constituées d'une défense assez engagée de la recherche scientifique fondamentale hors de toute exigence de rentabilité immédiate, citant notamment Vannevar Bush pour qui « la science doit être un bien public qui n'a pas à être rentable ».

### Portrait de Thomas Pesquet
« Sur son enfance et son adolescence, j'ai beaucoup brodé. Je l'ai peu interrogé sur sa vie privée et son passé — il est de toute façon évasif sur le sujet, et j'avais tellement de questions à poser sur ce que je voyais… Et puis je n'avais pas envie de réaliser une biographie classique, mais un récit sur l'archétype de l'astronaute. Je me suis dit qu'il était bon élève, qu'il avait tel âge à tel époque (peu ou prou le mien, puisqu'il a deux ans de plus que moi), et j'ai calqué mes souvenirs sur le tout. Sur le papier, sa mère ressemble à la mienne… »

« J'ai fait tout un patchwork. C'est à la fois Thomas, mais c'est surtout l'archétype de l’astronaute. »

### Humour
D'après Frédéric Potet dans Le Monde, l'œuvre est « truculente et moqueuse » : le lecteur éprouve à la fois le sentiment « d’avoir appris beaucoup de choses, et celui de s’être bien marré ». Dans un autre article du même journal, la rédaction présente l'ouvrage comme un « reportage aussi instructif que drôle ». Lors de la remise du prix Cultura, Sébastien Renard, chef de marché BD et Jeunesse de Cultura a déclaré : « Marion Montaigne a su décrypter avec beaucoup d’humour et de talent l’ascension d’un héros de l’espace ». Sur Atlantico, Bertrand Devevey indique en premier atout que « cette BD est drôle, tant sur la forme que sur le fond ! ».

## Accueil critique et postérité

### Réactions
Dans un tweet du 10 décembre 2017, l'astronaute Luca Parmitano a commenté la manière dont il apparaît dans l'album en disant : « Je ne peux ni confirmer ni infirmer que la première chose à laquelle j'ai pensé à propos de Thomas Pesquet est correctement relatée dans cette (très amusante) bande dessinée. »
Ronan Lancelot du magazine dBD lui a attribué la note de 5/5 dans sa critique : « C'est passionnant. Pas hagiographique pour un sou. Super drôle. »
Les qualités de l'album, célébrées par une presse unanime et la popularité intacte de Thomas Pesquet six mois après son retour sur Terre, ont permis à l'album de s'écouler à un rythme soutenu, atteignant même la troisième place des ventes de livres une semaine après sa sortie, et se situant à la septième place des ventes de bandes dessinées pour l'année 2017 alors même que l'album n'est sorti qu'à la fin du mois de novembre 2017 et que sa carrière ne faisait que commencer. 
Après le festival d'Angoulême, l'album dépasse Astérix et la Transitalique, occupant la première position des ventes de bandes dessinées du 22 janvier au 12 mars 2018,,,,,,.
Dans la combi de Thomas Pesquet aura donc été en tête des ventes de bandes dessinées selon le classement GFK/Livres Hebdo pendant sept semaines consécutives, avant d'être relégué à la quatrième place des ventes selon le classement du 21 mars, derrière les séries Walking Dead, Bouncer et les Schtroumpfs. L'album n'est sorti des quinze meilleures ventes en bandes dessinées, où il a été présent vingt-huit semaines consécutives, qu'au début du mois de juillet 2018. En 2019, il s'était vendu à plus de 160 000 exemplaires , et à 540 000 exemplaires en 2023.

### Prix et nominations
Nommé dans la sélection officielle des 45 albums en lice pour le Fauve d'or au Festival d'Angoulême 2018, puis retenu dans la shortlist finale des 10 albums nommés pour le prix, Dans la combi de Thomas Pesquet était donné favori par plusieurs médias, mais sera finalement distingué pour le Prix du public Cultura, déjà obtenu par l'auteure en 2013 avec le second tome de sa série Tu mourras moins bête....

L'album fait partie de la sélection 2018 des ouvrages nommés pour le prix des libraires de bande dessinée, qui sera remis en janvier 2019.